# Ażar Kokczetaw
Ażar Kokczetaw (kaz. Ажар Көкшетау Футбол Клубы) – kazachski klub piłkarski z siedzibą w Kokczetawie.

## Historia
Chronologia nazw:
- 1992: Zenit Kokczetaw (kaz. Зенит Көкшетау)
- Od 1993: Ażar Kokczetaw (kaz. Ажар Көкшетау)

Klub został założony w 1992 jako Zenit Kokczetaw i debiutował w Wysszej Lidze. W 1993 zmienił nazwę na Ażar Kokczetaw, zajął 19. miejsce i spadł do Birinszi Liga.

## Sukcesy
- Priemjer-Liga: 19. miejsce (1993)
- Puchar Kazachstanu: 1/8 finału (1992)